# Zapora Zött

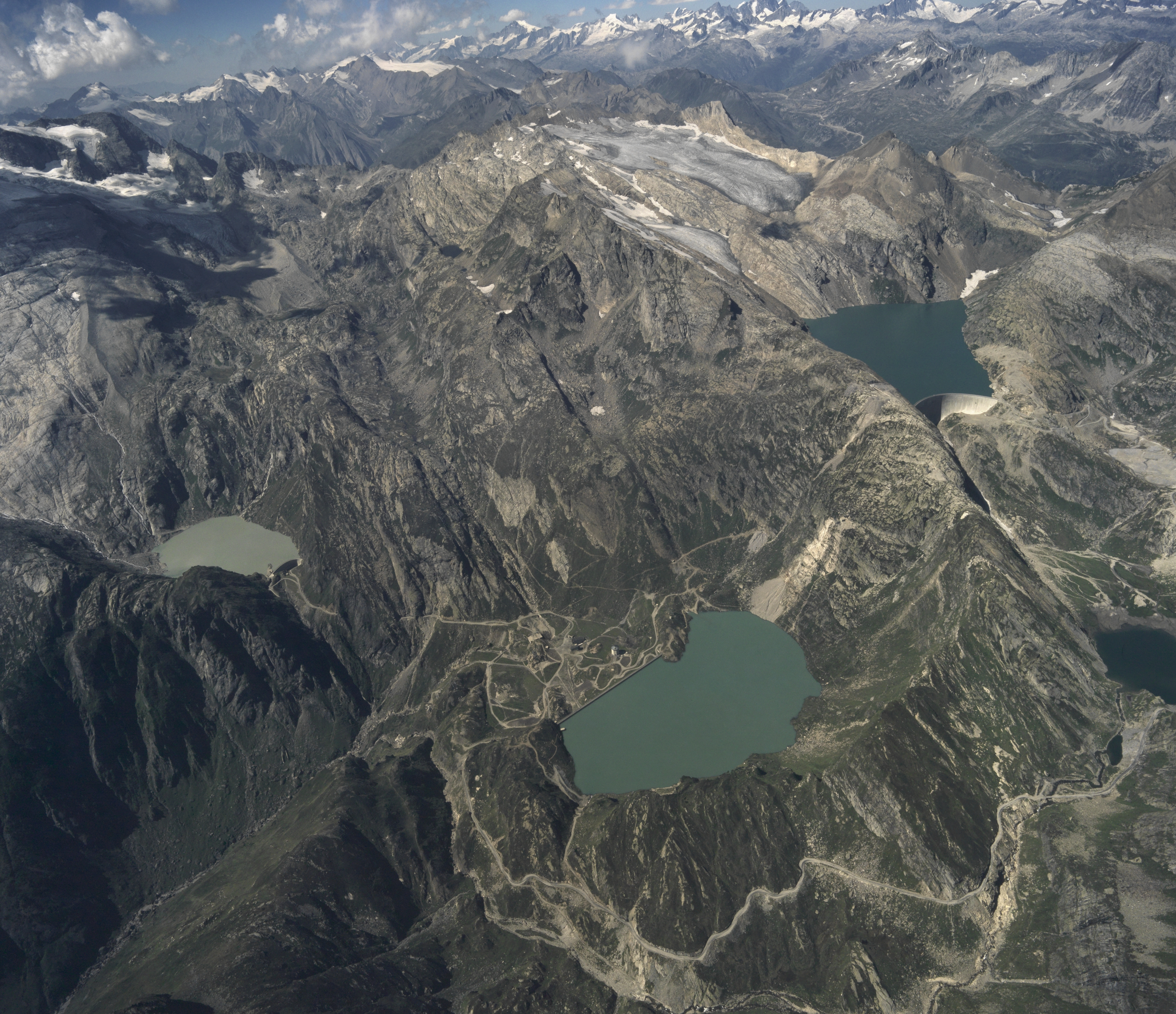
Zespół trzech zbiorników zaporowych: Zött (pierwszy z lewej), Robièi i Cavagnöö

Zapora Zött – zapora wodna w szwajcarskich Alpach, w kantonie Ticino. Jedna z pięciu zapór, wybudowanych w latach 60. XX w. przez firmę Maggia Kraftwerke AG (it. Officine Idroelettriche della Maggia SA, Ofima) z siedzibą w Locarno.

## Położenie
Zapora położona jest w granicach wioski San Carlo w gminie Cevio (do 2006 r. w gminie Bignasco) w dystrykcie Vallemaggia w północnej części kantonu Ticino.
Została zbudowana w dolinie Bavona w grupie górskiej Alpy Ticino i Verbano w Alpach Lepontyńskich. Leży w dolnej części rozległego kotła lodowcowego, opadającego w kierunku północno-wschodnim spod wysokiej grani ze szczytami (od północy na południe): Marchhorn (2924 m n.p.m.), Kastelhorn (3128 m n.p.m.) i Basòdino (3273 m n.p.m.). Przegradza niewielki ciek wodny spływający spod lodowca Basòdino, uchodzący niespełna kilometr poniżej niej do potoku Bavona. Tworzy zbiornik zaporowy zwany Lago del Zött.
Mur zapory posadowiony został na podłożu ze skał krystalicznych.

## Charakterystyka
Zapora żelbetowa typu lekkiego, o podwójnej krzywiźnie i niesymetrycznym kształcie. Składa się z 9 segmentów. Budowana była w latach 1965-1967 r. Korona leży na wysokości 1941,25 m n.p.m.
Wysokość zapory wynosi 36 m, długość korony 145 m, grubość muru zapory u podstawy wynosi 7 m, w koronie 2 m. Objętość muru zapory wynosi 16 000 m³. Dno zbiornika przy zaporze leży na wysokości 1916 m n.p.m.. Maksymalny roboczy poziom wody w zbiorniku wynosi 1940,20 m n.p.m., minimalny 1925 m n.p.m.. Zapora posiada aktualnie upusty przelewowe o wydajności 60 + 108 m³/s oraz upust denny o przepustowości 15,6 m³/s.
W latach 1996–1997 wykonano remont zapory. Aby zapewnić ewakuację wody ze zbiornika na wypadek ekstremalnej powodzi wykonano nowy odpływ powierzchniowy typu kolektorowego.
Zapora jest dostępna wygodną drogą z równiny Robièi u stóp równoimiennej zapory, na którą z kolei można dostać się koleją linową z wioski San Carlo w dolinie Bavona.

## Wykorzystanie energetyczne
Zapora nie jest wyposażona w elektrownię. Jej wody łączą się podziemną sztolnią z wodami położonego na tej samej wysokości zbiornika Lago di Robièi i dopiero stamtąd wraz z nimi i wodami z wyżej położonego zbiornika Lago dei Cavagnöö spływają kolejną podziemną sztolnią do usytuowanej 877 m niżej elektrowni wodnej Bavona, a następnie do dwóch kolejnych elektrowni: Cavergno (489 m niżej) i Verbano (jeszcze 255 m niżej).